# 永湖镇
永湖镇，是中华人民共和国广东省惠州市惠阳区下辖的一个乡镇级行政单位。

## 行政区划

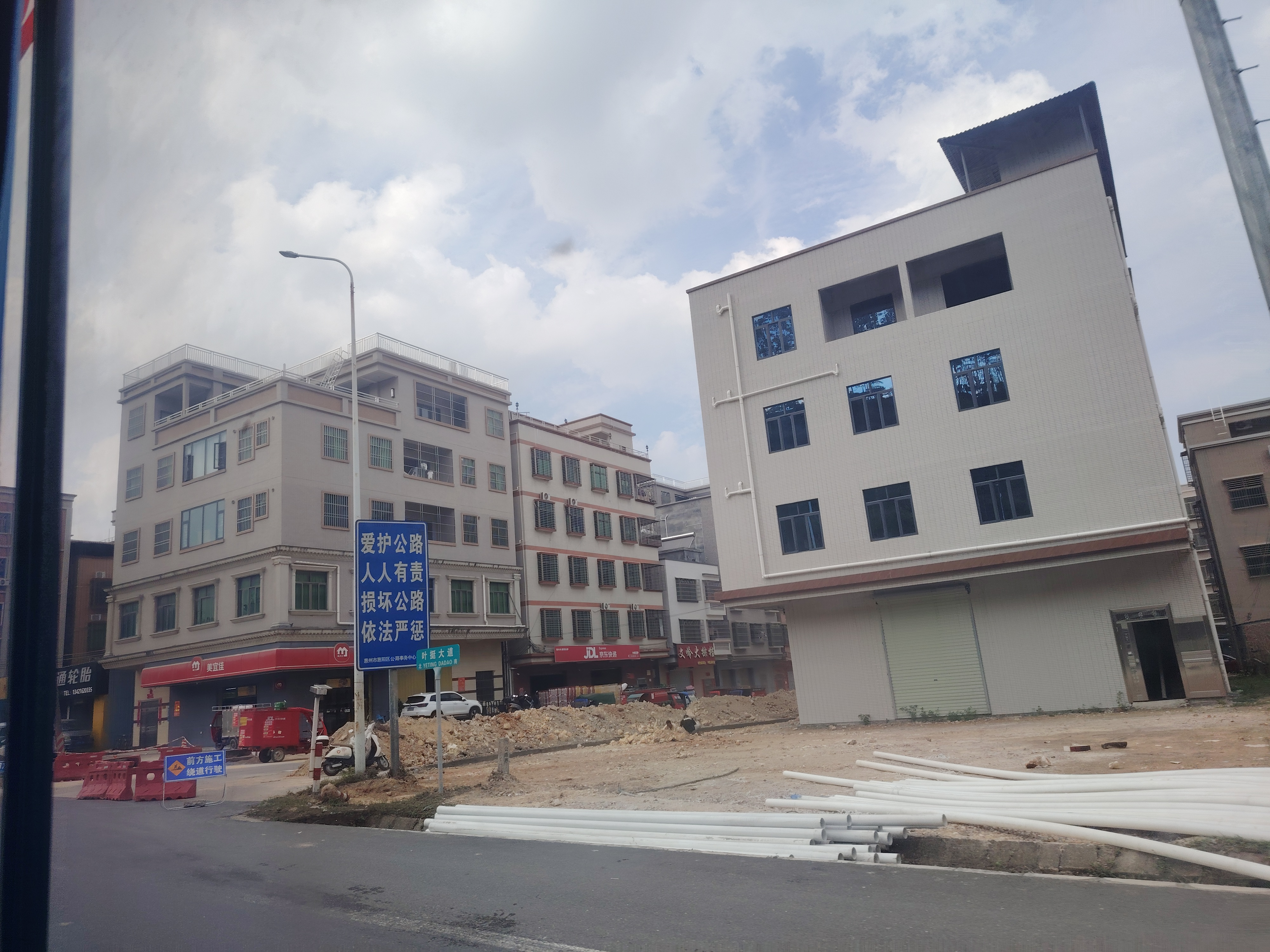
永湖镇中心

永湖镇下辖以下地区：
永湖社区、麻溪村、虎爪村、老围下村、元岭村、彩一村、彩二村、大坑村、凤咀村、吊沥村、乌坭埔村、稻园村、福地村和淡塘村。